# Onthophagus sakainoi
Onthophagus sakainoi es una especie de insecto del género Onthophagus, familia Scarabaeidae, orden Coleoptera.

Fue descrita científicamente por Masumoto en 1991.